# Houyi

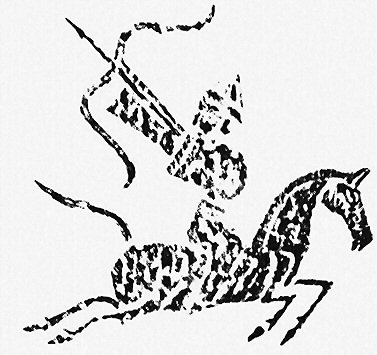
Houyi atirando aos sóis

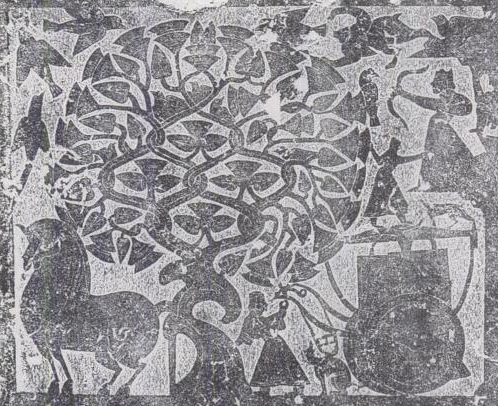
Houyi mira nos sóis (canto superior direito), fricção em relevo de santuários Liang Wu.

Houyi (后羿), anteriormente romanizado como Hou-i, foi um Arqueiro Chinês Mitológico. Ele também era conhecido como Shenyi e simplesmente como Yi (羿). Ele às vezes é retratado como um Deus do tiro com Arco e flecha vindo do céu para ajudar a humanidade. Sua esposa, a Chang'e, era uma divindade lunar.

## A Lenda de Houyi

### O Tempo de Dez Sóis

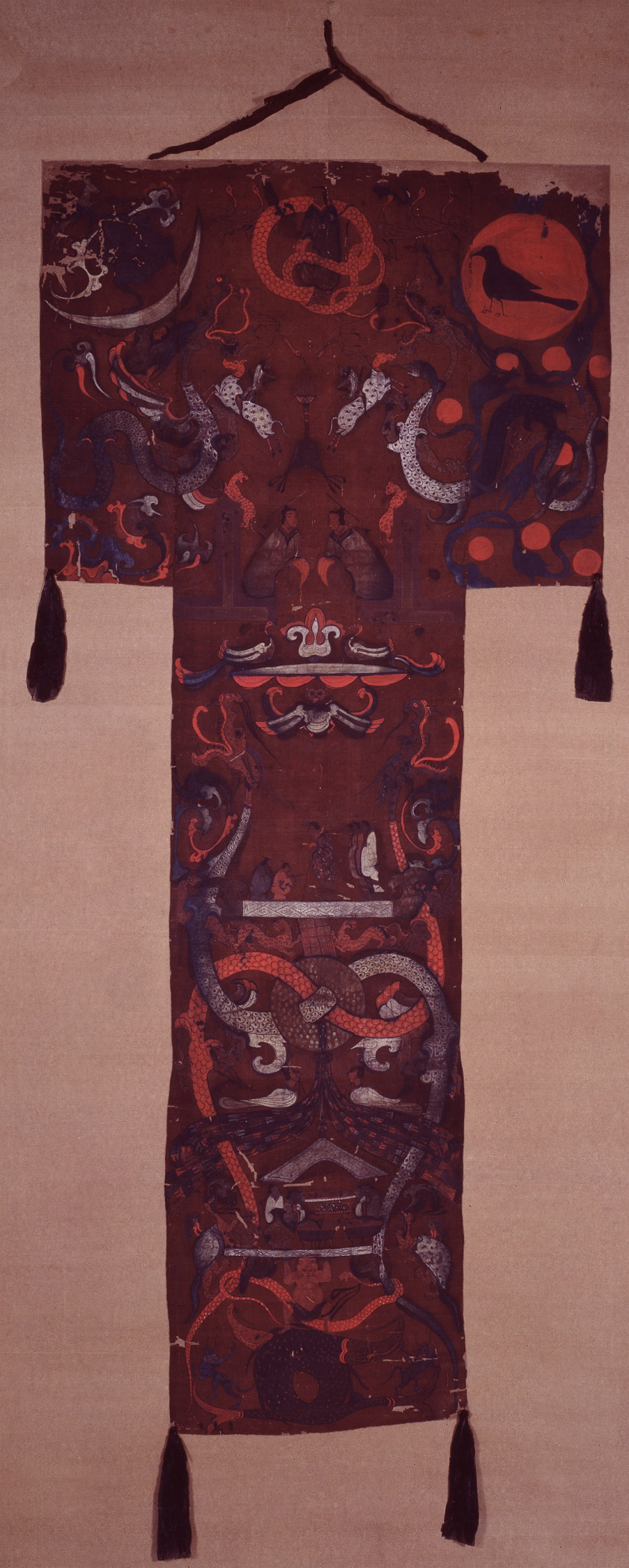
Um bordado de seda com nove sóis (no canto superior direito) de Mawangdui. Sarah Allan sugere que o décimo sol está ausente da imagem porque ela está viajando através do céu no momento (enquanto estes 9 sóis estão descansando na Árvore Fusang)

Na mitologia Chinesa, o sol às vezes é mostrado como um Corvo-de-três-pernas chamado de pássaro solar. Existiam dez destes pássaros, cada um dos quais são descendentes de Di Jun, Deus do Céu Oriental. Os dez corvos viviam numa amoreira no Mar do Leste; a cada dia, um deles daria a volta ao mundo em uma carruagem, conduzida por Xihe, Mãe de Sóis. Eventualmente, os pássaros se cansaram da rotina e decidiram que todos eles deveriam subir ao mesmo tempo. O calor na terra tornou-se intenso. Como resultado, as plantações murcharam nos campos. Lagos e lagoas secaram. Humanos e animais não humanos se encolhiam em abrigos ou em colapso por exaustão. O tempo passou e o sofrimento continuou. O imperador Yao decidiu interceder por intervenção divina e pediu ajuda de Di Jun..
Di Jun estava bem ciente do erro de seus filhos e enviou Houyi, o Deus do Arco e flecha, para ensinar a eles uma lição. Di Jun queria que Houyi simplesmente assustasse-os para que eles não se atrevessem a causar o mal novamente. Houyi, também, queria resolver esta crise de forma pacífica, mas um único olhar para a terra arrasada, foi o suficiente para convencê-lo de que medidas precipitadas eram necessárias. Irritado com o sofrimento do povo causado pelo mau comportamento dos pássaros solares, Houyi levantou seu arco e atirou neles um por um. Após matar o nono, o Imperador Yao apressou-se para detê-lo de matar o último, pois isso deixaria o mundo numa escuridão total. Houyi concordou e foi saudado como um herói para a humanidade, mas, mais tarde, as ações de Houyi o levaram a se tornar inimigo do Céu e, como resultado, ele foi punido com a ira divina.
Numa versão alternativa, Houyi tentou agir pacificamente para parar o problema por meio de ameaças aos pássaros solares, mas enquanto se aproximava e atirava flechas para assustá-los, os corvos zombavam do arqueiro, falando que não teria coragem de atirar neles, sabendo que seu pai não os mataria. Enfurecido, Houyi mirou e atirou em cada um dos sóis. Houyi percebeu que foi cegado pela ira e que seria punido por Di Jun, mas justificou que como começou a tarefa, também pôs um fim nela, atirando nos corvos, mas antes que pudesse matar o último, o Imperador o impediu e disse que o mundo precisava do sol. Desse dia em diante, o sol sempre fez seu trabalho, sempre nascendo e se pondo no tempo.

### Expulsão dos céus
Apesar de Yao estar satisfeito com Houyi, Di Jun não estava feliz. Yi tinha matado nove dos pássaros solares, nove de seus filhos errantes, ao invés de trazê-los pel o calcanhar como Di Jun desejava. Como um pai, Dijun não podia perdoar Yi, então ele decidiu puni-lo, expulsando o herói dos céus, e privando-o de sua imortalidade. Ele pensou que, se Houyi amava tanto as mortais, ele poderia viver como um.

### Missões Heróicas de Houyi
Houyi, em seguida, partiu em uma série de aventuras épicas para salvar a China. Primeiro ele teve de lidar com Fei Lian, Conde dos Ventos, que criou tempestades que varreram o Reino Médio, arrancando culturas e derrubando casas. Fei Lian é um espírito que, em geral, toma a forma de um touro caolho com a cauda de uma serpente; ele reside no Monte Tai. Usando o seu poder de viajar no vento, ele rastreou os vendavais de volta para o lar do demônio. Percebendo que o arqueiro celestial estava em seu caminho, Fei Lian se escondeu em um saco. Quando Houyi entrou na caverna do monstro, viu através do subterfúgio do demônio, e atirou uma flecha, que estourou o saco. Fei Lian tentou correr, mas Houyi rapidamente atingiu o demônio em seu joelho. Ferido, Fei Lian se rendeu e prometeu não causar problemas novamente.
Durante sua cruzada, Houyi passou por um rio assoreado. Houyi sabia que isso deveria ser obra um Deus das Águas Turbulentas, então ele atirou uma flecha ao acaso na água. Logo o dilúvio baixou e uma figura de vestes brancas em um cavalo branco com vários atendentes emergiram da superfície da água. Instantaneamente, Houyi atacou, ferindo-o nos olhos. O Deus, em seguida, fugiu, deixando seus companheiros para trás. Depois, Houyi mirou  mais próximo da figura, mas quando ele estava prestes a disparar, ele notou que seu alvo era uma simples menina. Ele balançou sua arco flecha assobiou inofensiva, através de seu cabelo. A menina era Chang'e, a filha do Deus da Água que havia fugido. Houyi, surpreendido por sua beleza sobrenatural, perguntou a ela seria sua esposa. Chang'e, com grande respeito ao herói, aceitou a proposta.
A próxima ameaça que Houyi teve que enfrentar, era uma praga de monstros destruindo construções pelo mundo. Entre eles estava Dente-de-Cinzel, um gigante com um único enorme dente incisivos saliente do alto da sua boca que ele usava para rasgar a carne de suas vítimas. Além disso, a serpente Bashe apareceu a perturbar a calma do Lago Dongting, e as gigantescas aves Peng causavam tempestades, apenas batendo suas asas. Houyi conseguiu afastar essas ameaças, uma após a outra. Por seu serviço para o reino humano, o Imperador Yao conferiu-lhe o título de Marquês Pacificador do País.

### A busca pela imortalidade
Embora Houyi pouco se importasse sobre ser banido do Céu, ele não podia suportar o fato de que ele iria morrer um dia e tornar-se nada. Procurando um caminho para recuperar sua imortalidade, ele viajou para o palácio do Xi Wang Mu, a Rainha Mãe do Oeste, na Montanha Kunlun, em busca de seu elixir da imortalidade. As histórias do grande herói Houyi eram conhecidas pela deusa e ela teve pena dele e concordou em dar-lhe o elixir, mas com uma condição: sabendo que Houyi era um hábil arquiteto, ela pediu-lhe para construir-lhe um palácio de verão, em troca do elixir da imortalidade. Ele concordou e, por muitos meses, ele trabalhou e ganhou a poção. Antes de partir, Xi Wang Mu avisou a Houyi que os dois elixires ela tinha dado a ele foram os últimos de suas espécies. Houyi planejou gastá-los em si mesmo e a sua esposa.

### A ascensão de Chang'e à Lua

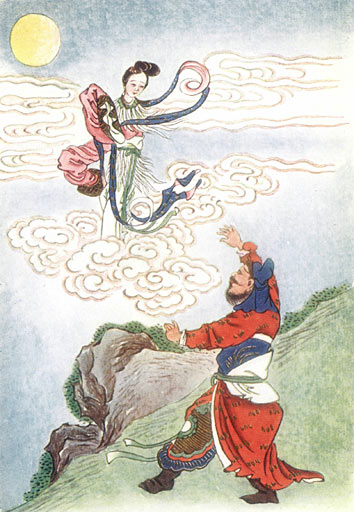
Impotente, Houyi vê sua esposa voar para a lua.

Quando Houyi returnou para sua casa, ele descobriu que o Imperador Yao tinha um requisito urgente, e ele respondeu rapidamente. Houyi cometeu um erro vital ao não beber o elixir imediatamente, e os deixou desprotegidos. Enquanto o arqueiro estava destruindo os inimigos da humanidade, entre eles javalis gigantes dragões e outros monstros (incluindo o gigante Dente-de-Cinzel e a serpente Bashe) sua esposa permaneceu em casa e Houyi permaneceu meses sem receber notícias de casa.
Num momento de tédio, a Chang'e encontrou os elixires que seu marido havia deixado para trás; por curiosidade, ela bebeu os dois. Neste momento, Houyi retornou e para sua surpresa encontrou sua esposa ascendendo à lua. Houyi ouviu sua mulher clamar por ajuda e tentou agarrar ela, mas ela já estava além de seu alcance. Chang'e ganharia a imortalidade e  viveu sozinha na lua para sempre apenas com lebres brancas para acompanhá-la. De acordo com alguns folclores, estes coelhos despejam o elixir da vida nela; em outros, em especial nos folclores japonês e coreano, estes coelhos não fazem nada, além de preparar bolos de arroz.

### A morte de Houyi
A dor da perda de sua esposa mudou Houyi completamente. Ele se tornou violento e alterado de um herói recebidos pelos mortais para um homem odiado como um tirano.
Houyi tinha ensinado mortais a utilizar o arco e tinha um estudante destaque chamado Feng Meng. As habilidades de Feng Meng  de tiro com arco tinham florescido sob a tutela de Houyi e logo ele viu a si mesmo como digno de ser comparado com Houyi. Um dia,  Feng Meng desafiou-o para um concurso de tiro. Houyi facilmente venceu convencido de que o Feng Meng que, apesar de sua incrível pontaria, não poderia de maneira alguma alcançar seu mestre. Cego pelo ciúme, Feng Meng decidiu matar seu professor. Para ele, é inteiramente justificável como Houyi não era mais um honroso herói, mas um tirano. Um dia, durante uma caçada, ele atacou-o, batendo-lhe nas costas com um porrete feito de madeira de pessegueiro. Juntamente com outros que estavam com raiva de Houyi, Feng Meng bateu em Houyi até a morte. Embora esses homens fossem levados à justiça, Houyi finalmente chegou a um final. Mais tarde, o espírito de Houyi subiu para o sol e construiu um palácio. Então, Chang'e e Houyi vieram a representar o yin e o yang, a lua e o sol.

## Outros usos
- A história foi retratada no vídeo da música da banda Australiana de rock Powderfinger de 2003, no sucesso "Sunsets".
- Houyi aparece como personagem jogável em Smite.

## Ver Também
- Festival da Lua#Histórias do Festival da Lua para variantes da legenda.
- Deidade Solar
- Mudanças na terra